# Диана Палийска
Диана Бонева Палийска е българска състезателка по кану-каяк, която участва в олимпиада за България в края на 80-те години.

## Биография
Родена е на 20 август 1966 г. в Пловдив, България. Завършва Спортното училище „Васил Левски“ в родния си град.
През 1985 г. на Световното първенство по кану-каяк в Мехелен (Белгия) е четвърта в категорията двуместен каяк на 500 метра.
На световното първенство през 1986 г. в Монреал (Канада) печели сребърен медал заедно с  Ваня Гешева на 500 м двуместен каяк, а на четириместен каяк заедно с Огняна Петрова и Цветанка Маринова са на четвърто място.
На летните олимпийски игри в Сеул през 1988 г. печели два медала от – сребърен на 500 м двуместен каяк заедно с Ваня Гешева и бронзов на 500 м четириместен каяк заедно с Ваня Гешева, Борислава Иванова и Огняна Душева.
Диана Палийска е спортист №1 на Армейското физкултурно дружество „Тракия“ и спортист №10 на България за 1988 г. Спира състезателната си дейност през 1990 г.